# Мацківці
Мацкі́вці — село в Україні, у Лубенській громаді Лубенського району Полтавської області. Населення становить 816 осіб. Колишній орган місцевого самоврядування — Засульська сільська громада.

## Географія
Село Мацківці розташоване на правому березі річки Сула, вище за течією на відстані за 2 км місце впадання річки Сліпорід, нижче за течією примикає село Мацкова Лучка. Річка в цьому місці звивиста, утворює лимани, стариці та заболочені озера.
На північ від села розташована комплексна пам'ятка природи — Городище.

## Історія
XVII століття — дата заснування. На думку П. О. Раппопорта, залишки городища, розташовані на високому мисі за 3 км на північ від села, є давньоруським містом Снепородом, згаданим у Списку руських міст далеких та близьких.
Під час організованого радянською владою Голодомору 1932—1933 років померло щонайменше 262 жителі села.
12 червня 2020 року, відповідно до розпорядження Кабінету Міністрів України № 721-р «Про визначення адміністративних центрів та затвердження територій територіальних громад Полтавської області», село увійшло до складу Лубенської міської громади.
19 липня 2020 року, в результаті адміністративно - територіальної реформи та ліквідації Лубенського району(1923-2020), село увійшло до складу новоутвореного Лубенського району.

## Населення
Згідно з переписом УРСР 1989 року, чисельність наявного населення села становила 977 осіб, з яких 432 чоловіки та 545 жінок.
За переписом населення України 2001 року в селі мешкало 812 осіб.

### Мова
Розподіл населення за рідною мовою за даними перепису 2001 року:
| Мова       | Відсоток |
| ---------- | -------- |
| українська | 98,65 %  |
| російська  | 1,35 %   |

## Економіка
- «Світанок», ТОВ.

## Об'єкти соціальної сфери
- Школа.
- Будинок культури.
- Філія Лубенської музичної школи.

## Пам'ятки
- Залишки колишньої фортеці Сніпорід. Досі збереглися контури валів, глибоких ровів. Зверху добре видно усю округу на кільканадцять кілометрів.
- Цілюще джерело. Прохолодна вода біжить з величезної гори-кручі, що нависла над селом. Сільрада облаштувала місце витікання джерельця.

## Відомі люди
- Ляшко Іван Іванович (1922) — академік НАН України, доктор фізико-математичних наук, професор, заслужений діяч науки України.